# Saint-Martin-sur-le-Pré
Saint-Martin-sur-le-Pré é uma comuna francesa na região administrativa do Grande Leste, no departamento de Marne. Estende-se por uma área de 11.89 km², e possui 801 habitantes, segundo o censo de 2018, com uma densidade de 67 hab/km².